# Elecciones legislativas de la República Checa de 2013
Las elecciones legislativas de la República Checa de 2013 tuvieron lugar durante los días 25 y 26 de octubre de ese año, siete meses antes de la expiración constitucional del período legislativo de cuatro años del parlamento.
El gobierno elegido en mayo de 2010, encabezado por el primer ministro Petr Nečas, se vio obligado a dimitir el 17 de junio de 2013, tras un escándalo de corrupción y soborno. El presidente designó a un gobierno interino dirigido por el primer ministro Jiří Rusnok, pero el 7 de agosto perdió por poco su voto de confianza, lo que llevó a su renuncia seis días después. La Cámara de Diputados luego aprobó una moción de disolución el 20 de agosto, requiriendo que se convocaran nuevas elecciones dentro de los 60 días de la aprobación presidencial. El Presidente dio su consentimiento el 28 de agosto, programando las elecciones para los días 25 y 26 de octubre de 2013. 
Los dos partidos que obtuvieron la mayoría de los escaños fueron el Partido Socialdemócrata Checo (ČSSD) (50 escaños) y el nuevo partido ANO 2011 (47 escaños). El Partido Comunista de Bohemia y Moravia (KSČM) ocupó el tercer lugar, con un aumento de la proporción de votos del 3,6%. Los dos partidos del gobierno de coalición anterior que estaban disputando la elección, TOP 09 y el Partido Democrático Cívico (ODS), perdieron una cantidad sustancial de escaños, para terminar en cuarto y quinto lugar, respectivamente. Otros dos partidos entraron en el parlamento, el nuevo partido Libertad y Democracia Directa (ÚSVIT), y la Unión Cristiana y Demócrata-Partido Popular Checoslovaco (KDU-ČSL).

## Antecedentes
Tras las elecciones de 2010 se formó un gobierno de coalición de centro derecha de tres partidos formado por el Partido Democrático Cívico (ODS), TOP 09 y Asuntos Públicos (VV), con 118 escaños, encabezado por Petr Nečas.
El 22 de abril de 2012, luego de una división en el VV relacionada con acusaciones de corrupción contra la dirección del partido (especialmente Vít Bárta), ODS y TOP 09 disolvieron su coalición con el VV, lo que plantea la posibilidad de que las elecciones se celebren en junio de 2012. Sin embargo, poco después, una facción disidente del VV, liderada por Karolína Peake, formó un nuevo partido, LIDEM, que reemplazó al VV en la coalición con el ODS y TOP 09. La nueva coalición controlaba 100 escaños (ODS = 51, TOP 09 = 41, LIDEM = 8), y ganó un voto de confianza el 27 de abril de 2012 por 105 a 93, con el apoyo adicional de algunos parlamentarios independientes.
El 17 de junio de 2013, el primer ministro Petr Nečas renunció luego de un escándalo de espionaje y corrupción. El Partido Socialdemócrata Checo (ČSSD), el mayor partido de oposición, pidió la disolución de la Cámara de Diputados y una elección rápida, mientras que la coalición ODS‑TOP 09‑LIDEM argumentó que aún podrían comandar una mayoría bajo Miroslava Němcová (ODS) como nueva primera ministra y lo propusieron al presidente checo. Desde el 25 de junio de 2013, la coalición gubernamental anterior solo tenía 98 escaños (ODS = 50, TOP09 = 42, LIDEM = 6) por lo tanto, dependía del apoyo de los parlamentarios independientes. Para demostrar su mayoría, la coalición liderada por ODS presentó 101 firmas de apoyo de diputados al presidente, incluidos dos independientes adicionales como parte del grupo parlamentario LIDEM y el independiente Michal Doktor, exmiembro del ODS. En una acción sin precedentes, el presidente Miloš Zeman decidió no aceptar las solicitudes de la coalición, pero en su lugar nombró un gobierno interino con Jiří Rusnok como nuevo primer ministro. Zeman describió al nuevo gobierno como un "gobierno de expertos", mientras que sus críticos lo describieron como "el gobierno de los amigos de Zeman". El ex primer ministro Jan Fischer fue nombrado ministro de finanzas. Zeman declaró que si el gobierno interino no podía obtener el apoyo mayoritario en el voto de confianza requerido por la constitución, entonces le daría a la coalición liderada por el ODS un segundo intento de formar un gobierno, siempre que pudiera todavía enviar al menos 101 firmas de apoyo de los parlamentarios.
El 7 de agosto de 2013, el gobierno provisional de Jiří Rusnok perdió el voto de confianza en el parlamento por 93 a 100 votos, con 7 abstenciones. Se requirió una mayoría simple para destituir al gobierno, que fue apoyado por todos los parlamentarios de ODS, TOP09 y LIDEM (excepto dos parlamentarios de ODS y Karolína Peake de LIDEM, quien rompió la línea del partido al abstenerse). Los dos parlamentarios disidentes del ODS, quienes fueron expulsados del partido unas horas después de la votación, explicaron su decisión al afirmar que necesitaban un período de autorreflexión en oposición para ganar las elecciones municipales en 2014.
Karolína Peake renunció como líder de LIDEM después de la votación, y TOP 09 declaró que debido a la falta de apoyo para un gobierno ODS ‑ TOP09 ‑ LIDEM reformado, según lo indicado por los resultados del voto de confianza, retirarán su apoyo a esta coalición, a favor de elecciones anticipadas. El ČSSD y el KSČM también apoyaron elecciones anticipadas.
Aunque la constitución de la República Checa permite al presidente dos intentos de designar a alguien para formar un nuevo gobierno, no hay límite de tiempo. Como tal, en teoría, el presidente podría permitir que el gobierno continúe en su capacidad interina hasta que se realicen nuevas elecciones, a pesar de haber perdido el voto de confianza. El final de la legislatura estaba programado para mayo de 2014, a menos que el parlamento se disolviera antes de esa fecha. Sin embargo, el gobierno provisional decidió renunciar voluntariamente el 13 de agosto de 2013, con efecto inmediato, y el parlamento se reunió el 20 de agosto para decidir si disolver el parlamento y convocar nuevas elecciones dentro de 60 días, o solicitar que el presidente designe nuevamente a alguien. para formar un nuevo gobierno.
Se programó una votación sobre la disolución del parlamento a las 14:00 del 20 de agosto. Las cuatro partes que habían manifestado su apoyo a la moción (TOP 09, ČSSD, KSČM y VV) juntas tenían más del 60% de la mayoría (120 escaños) requerida para aprobar la moción de disolución, según el artículo 35 de la constitución. El 20 de agosto, el parlamento aprobó la moción de disolución por 140 a 7. El presidente dio su consentimiento para la disolución del parlamento el 28 de agosto y programó las elecciones para los días 25 y 26 de octubre de 2013.
El gobierno conservador que lleva durante muchos años gobernando en la República Checa decidió anticipar las elecciones ante la situación de inestabilidad que vive el país, haciéndolas coincidir con las elecciones presidenciales.

## Campaña
Después de que se disolvió la Cámara de Diputados y se convocaron nuevas elecciones, los partidos políticos tuvieron mucho menos tiempo que en el pasado para lanzar sus campañas electorales y crear un programa electoral. Hasta ese momento, la República Checa era un país donde la división socioeconómica ha determinado la forma de la competencia del partido. Esto también fue cierto en gran medida en la campaña electoral de 2013, pero con la adición en esta ocasión de nuevos partidos políticos en contra del establecimiento que hicieron campaña contra la supuesta incompetencia y corrupción de los partidos políticos más antiguos. Los nuevos partidos se negaron a identificarse a lo largo del eje de la derecha tradicional, en lugar de pedir un enfoque de "sentido común" a los problemas, o al expandir significativamente el papel de la democracia directa.
Probablemente la campaña de más alto perfil fue la del movimiento ANO 2011 (Acción de Ciudadanos Insatisfechos 2011, o Sí en checo). ANO fue fundada originalmente como una iniciativa cívica en noviembre de 2011 por Andrej Babiš, un multimillonario de origen eslovaco y propietario de una empresa de productos químicos y procesamiento de alimentos. En la declaración de fundación de la iniciativa, Babiš acusó al actual establecimiento político, incluido el entonces presidente Václav Klaus, de corrupción y el saqueo del estado de su propiedad. ANO declaró como sus objetivos "una sociedad más justa y un estado de derecho en funcionamiento" (ANO 2011). El instrumento para lograrlo sería un amplio movimiento de ciudadanos; y administrar el estado más como un negocio. El presidente de Dawn of Direct Democracy, Tomio Okamura, dirigió una campaña en contra del establecimiento en la que pedía una importante fortalecimiento de la democracia directa (incluidos los “referendos generales sin excepción”). Okamura, un hombre de negocios y senador de origen checo-japonés, había fundado el movimiento pocos meses antes de las elecciones. El grupo también tuvo una fuerte retórica antiinmigrante y antigitana. 
En su campaña, ČSSD hizo campaña contra el anterior gobierno de centro derecha de Petr Nečas; su lema principal era "Estableceremos un estado funcional". ČSSD hizo hincapié en sus temas tradicionales, incluidos los impuestos progresivos, el aumento del salario mínimo, la exigencia de declaración de propiedad por encima de un cierto nivel de riqueza y el aumento de los impuestos corporativos en ciertas ramas de la industria, como la banca y la energía. La ODS, luego de la renuncia de Petr Nečas, tuvo que lidiar con el problema de encontrar un nuevo presidente. El resultado fue una situación un tanto esquizofrénica, donde Miroslava Němcová se convirtió en el líder de la campaña, pero Martin Kuba, ministro de industria y comercio del gobierno de Nečas, fue elegido presidente del partido. La ODS buscó presentarse como el único partido de derecha auténtico (el lema principal del partido era "Voto a la derecha", que apareció en varias rimas algo ineptas en las carteleras y páginas web. Sin embargo, no pudo encontrar un tema que le diera una dirección clara a su campaña. El conservadurismo declarado del partido parecía poco creíble teniendo en cuenta las políticas al frente del gobierno anterior. Unos días antes de las elecciones, el partido salió con el lema "Clase Media, ¡Defiéndete!”.
Por primera vez en su historia, el KDU-ČSL entró en elecciones sin ocupar ningún asiento en la Cámara de Diputados; esto permitió que el partido se presentara como una alternativa a los partidos parlamentarios existentes bajo el eslogan de la campaña "Vamos a poner el país en orden". El partido también se centró en sus temas tradicionales de economía social de mercado y defensa de las familias a través de exenciones fiscales para los padres, así como dos temas recientemente controvertidos en la República Checa sobre la recuperación de la deuda y la calidad de los alimentos. Hizo referencia frecuente a Alemania y al reciente éxito electoral de la CDU/CSU con el lema "¿Quieres vivir como en Alemania? ¡Entonces vota como en Alemania!". TOP 09 intentó capitalizar la popularidad de su presidente Karel Schwarzenberg, quien en enero de 2013 llegó a la segunda ronda de las elecciones presidenciales. Durante la campaña presidencial, Schwarzenberg fue representado con un mohawk punk en un intento de atraer a los votantes jóvenes. El presidente del TOP 09 también fue comparado con el "Agente 009" salvando la democracia checa. El partido también se enfocó en promocionar sus logros como parte del gobierno de Nečas, y se presentó en contraste con los partidos de izquierda como un actor político responsable. KSČM confió en sus votantes disciplinados; Su campaña estuvo entre las menos caras, pero también las menos visibles. Los comunistas se enfocaron en criticar al anterior gobierno de centro derecha, prometiendo una serie de medidas para fortalecer el estado social (aumento del salario mínimo, jubilación mínima), impuestos progresivos y un "banco comercial público con garantía de devolución de depósitos y un interés asequible". tasa de endeudamiento.

## Encuestas

Evolución de las encuestas desde las elecciones de 2010.

| Fecha                    | Encuestadora       | CSSD                     | ODS      | TOP 09 | KSCM  | USVIT | KDU-CSL | SPO  | HV   | SZ   | PIRATI | ANO  | Otros |  |     |     |
| ------------------------ | ------------------ | ------------------------ | -------- | ------ | ----- | ----- | ------- | ---- | ---- | ---- | ------ | ---- | ----- |  | --- | --- |
| Fecha                    | Encuestadora       | 10 de septiembre de 2013 | TNS Aisa | 28.0   | 9.5   | 13.0  | 15.5    | 5.5  | 4.5  | 5.5  | <2     | 5.0  | Otros |  | 7.0 | 4.5 |
| 11 de septiembre de 2013 | Médea              | 27.4                     | 9.9      | 10.2   | 15.7  | 9.1   | 4.7     | 4.1  | 1.6  | 3.2  |        | 13.1 | 1.0   |  |     |     |
| 12 de septiembre de 2013 | Sanep              | 26.2                     | 9.9      | 13.9   | 16.2  | 3.7   | 5.2     | 6.9  | 3.3  |      |        | 6.1  | 9.8   |  |     |     |
| 16 de septiembre de 2013 | STEM               | 30.0                     | 11.0     | 12.0   | 15.0  | 2.3   | 5.5     | 7.4  | 1.0  | 2.7  |        | 7.7  | 3.3   |  |     |     |
| 19 de septiembre de 2013 | ppm factum         | 26.2                     | 8.0      | 13.8   | 16.7  | 2.5   | 6.7     | 5.1  | 1.7  | 2.3  |        | 10.9 | 6.1   |  |     |     |
| 24 de septiembre de 2013 | CVVM               | 30.5                     | 7.0      | 12.5   | 19.5  | 2.5   | 4.5     | 5.5  |      | 2.0  |        | 14.0 | 2.0   |  |     |     |
| 26 de septiembre de 2013 | TNS Aisa           | 29.0                     | 9.0      | 10.5   | 14.5  | 5.0   | 5.5     | 4.0  |      | 3.0  |        | 11.0 | 8.0   |  |     |     |
| 27 de septiembre de 2013 | STEM               | 28.0                     | 12.5     | 11.0   | 17.0  | 2.5   | 5.5     | 5.5  | 1.0  | 3.3  |        | 10.0 | 4.1   |  |     |     |
| 6 de octubre de 2013     | TNS Aisa           | 29.0                     | 8.5      | 9.5    | 11.0  | 4.5   | 6.5     | 5.0  |      | 3.5  |        | 13.0 | 9.5   |  |     |     |
| 13 de octubre de 2013    | TNS Aisa           | 28.5                     | 6.5      | 11.0   | 12.5  | 5.0   | 6.0     | 4.5  |      | 3.5  | 2.0    | 12.5 | 8.0   |  |     |     |
| 14 de octubre de 2013    | ppm factum         | 22.8                     | 7.2      | 13.2   | 17.1  | 3.7   | 5.9     | 4.7  | <2   | 3.7  | <2     | 12.1 | 9.6   |  |     |     |
| 16 de octubre de 2013    | Médea              | 22.2                     | 5.5      | 9.6    | 11.8  | 8.2   | 6.2     | 3.7  |      | 2.9  | 3.1    | 16.9 | 7.7   |  |     |     |
| 18 de octubre de 2013    | STEM               | 25.9                     | 8.6      | 11.5   | 13.3  | 5.9   | 4.5     | 2.6  | 1.0  | 2.6  | 3.1    | 16.1 | 4.2   |  |     |     |
| 19 de octubre de 2013    | Median             | 25.5                     | 8.0      | 13.0   | 16.0  | 4.0   | 6.0     | 5.0  |      | 3.0  | 2.0    | 13.0 | 2.0   |  |     |     |
| 20 de octubre de 2013    | TNS Aisa           | 23.0                     | 7.0      | 10.5   | 14.0  | 6.0   | 6.0     | 4.0  |      | 3.0  | 2.5    | 16.0 | 8.0   |  |     |     |
| 21 de octubre de 2013    | CVVM               | 26.0                     | 6.5      | 9.0    | 18.0  | 5.0   | 5.0     | 3.5  |      | 2.0  | 2.5    | 16.5 | 6.0   |  |     |     |
| 21 de octubre de 2013    | Sanep              | 23.8                     | 7.5      | 11.9   | 16.9  | 5.3   | 5.7     | 5.2  | 3.5  | 3.1  |        | 11.6 | 5.5   |  |     |     |
| 28-29 de mayo de 2010    | Elecciones de 2010 | 22.08                    | 20.22    | 16.70  | 11.27 | 10.88 | 4.39    | 4.33 | 3.67 | 2.44 | 0.80   | -    | 2.85  |  |     |     |

## Resultados
|  | 20.45 % |

|  | 18.65 % |

|  | 14.91 % |

|  | 11.99 % |

|  | 7.72 % |

|  | 6.88 % |

|  | 6.78 % |

|  | 3.19 % |

|  | 2.66 % |

|  | 2.46 % |

|  | 4.31 % |

|  | 99.26 % |

|  | 0.74 % |

|  | 100.00 % |

|  | 59.48 % |

### Mapas de resultados

ČSSD
ANO
KSČM
TOP 09
ODS
ÚSVIT
KDU-ČSL

### Crisis interna delČSSD
Después de la elección, el ČSSD dijo que estaban abiertos a conversaciones con todas las partes sobre la formación de un gobierno. El líder de ANO, Babis, dijo que podía imaginarse que apoyaría a un gobierno liderado por ČSSD, ya sea en una coalición o apoyando a un gobierno minoritario de ČSSD desde la oposición, pero que no era su opción preferida, ya que se oponía a la propuesta de aumento de impuestos del ČSSD. También indicó que buscaría convertirse en ministro de Finanzas en cualquier gabinete de coalición.
Inmediatamente después de las elecciones, surgieron dos facciones en el ČSSD, una apoyando a Bohuslav Sobotka y la otra dirigida por Michal Hašek, líder del ČSSD en Moravia. Hašek, con el apoyo del presidente Miloš Zeman, emitió un comunicado pidiendo la renuncia de Bohuslav Sobotka como presidente del partido. Los líderes de ČSSD ya habían nombrado a Hašek como el principal negociador en las conversaciones de la coalición que se llevaría a cabo con los otros partidos. Unos días antes, Michal Hašek había declarado su lealtad a Sobotka y lo respaldó como líder de ČSSD. Los miembros de ČSSD organizaron reuniones y mítines contra Hašek, y Sobotka comparó a Hašek con Zdeněk Fierlinger, el líder procomunista del ČSSD desde 1948 que obligó al partido a fusionarse con el régimen comunista. Sobotka fue apoyado por Jiří Dienstbier el candidato presidencial del partido, mientras que Hašek fue apoyado por figuras del partido, incluyendo a Jeroným Tejc y Lubomír Zaorálek. Según las encuestas de opinión, la situación fue percibida por el público como un intento de golpe dentro del partido. Posteriormente, Hašek y sus aliados, ante el apoyo popular y del partido a Bohuslav Sobotka, renunciaron a sus cargos dentro del partido y perdieron su influencia. Se formó un nuevo equipo de negociación, dirigido por Bohuslav Sobotka, para negociar con ANO y KDU-CSL.

## Formación de gobierno
Después de las elecciones, la situación parlamentaria checa se ha vuelto confusa y fragmentada. En el parlamento, los nuevos partidos tuvieron buenos resultados de las elecciones, algunos incluso en una posición muy fuerte (el ANO de Andrej Babiš ganó el 18.65% de los votos y el Amanecer de Tomio Okamura casi el 7%). Por otro lado, los dos grandes partidos se debilitaron considerablemente, cuya rivalidad y la alianza pragmática ocasional se convirtieron en el eje del sistema de partidos en la República Checa desde su independencia. El ČSSD obtuvo el 20,45% de los votos, aunque obtuvieron la victoria en estas elecciones, las expectativas de las elecciones y los resultados electorales del partido fueron sorprendentemente bajas. El ODS ganó 7.72% en estas elecciones y solo 16 escaños. El nuevo diputado electo y más tarde presidente de este partido, Petr Fiala, dijo: "El ODS, que hemos conocido, ha dejado de existir".
El KSČM quedó fortalecido ligeramente en casi un 15% en comparación con el período parlamentario anterior y se convirtió en el tercer partido más fuerte. TOP 09 ganó un 12%, lo que se consideró un éxito relativo debido a su política neoliberal en el gobierno de Nečas. El KDU-CSL (6.78%) regresó al parlamento después haber perdido todos sus escaños en las elecciones de 2010. La nueva formación de Tomio Okamura, Libertad y Democracia Directa, alcanzó el 6,9% de la representación de la Cámara de Diputados. El Partido Verde (3,2% de los votos), los Piratas (2,7% de los votos) y el Partido de los Ciudadanos Libres (2,5% de los votos) se convirtieron en los partidos más fuertes que no entraron al parlamento. La sorpresa fue el bajo beneficio de SPOZ, que fue la columna vertebral del gobierno de Jiří Rusnok con el apoyo indiscutible del presidente Milos Zeman, así como menos del 0,5% de los votos para el Movimiento de Jana Bobošíková, apoyado indirectamente por Václav Klaus.
El 11 de noviembre, ČSSD comenzó conversaciones de coalición con ANO y KDU-ČSL. Todas las partes acordaron una tributación progresiva, la abolición de las reformas sociales del gobierno anterior y una ley sobre el origen de la propiedad. Sin embargo, el desacuerdo se mantuvo entre ČSSD y KDU-ČSL con respecto a la restitución de la iglesia. A fines de diciembre de 2013, los líderes de ČSSD, ANO y KDU-ČSL anunciaron que habían llegado a un acuerdo sobre un gobierno de coalición. El acuerdo de coalición se firmó el 6 de enero de 2014. Las partes también acordaron un gabinete, en el cual ČSSD tomó ocho ministerios, ANO siete ministerios y KDU-ČSL tres ministerios. Sobotka fue nombrado primer ministro, con el vice primer ministro y ministro de finanzas de Babiš, y el segundo vice primer ministro del líder de KDU-ČSL Pavel Bělobrádek. El Gabinete de Bohuslav Sobotka prestó juramento el 29 de enero de 2014.